# استافوردشر
استافوردشر (به انگلیسی: Staffordshire) یکی از شهرستان کشور انگلستان است که در ناحیه میدلند غربی قرار دارد.
این شهرستان در سال ۲۰۱۱ میلادی ۱٬۰۹۸۳٬۳۰۰ نفر جمعیت داشته و مرکز آن شهر استافورد، انگلستان است.
شهرستان استافوردشر در سال ۱۹۷۰ تأسیس شده است.

## بخش‌ها
1. تاموورث
2. بخش لیچفیلد
3. بخش کانوک چیس
4. استافوردشر جنوبی
5. استافورد
6. نیکوکاسل آندر لیم
7. استافوردشر مورلندز
8. استافوردشر شرقی
9. استوک-آن-ترنت

## نگارخانه

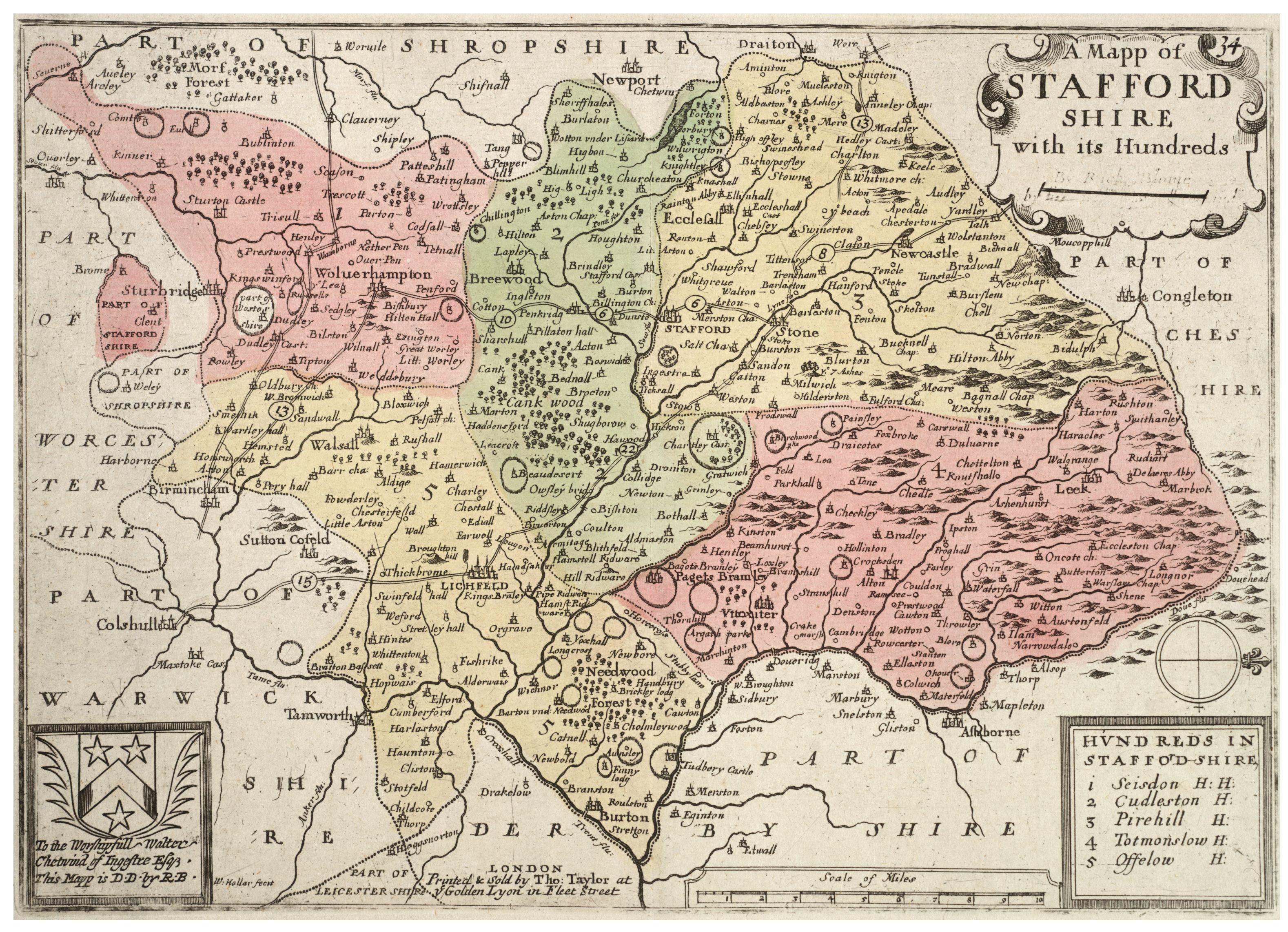
نقشه استافوردشایر مابین سال‌های ۱۶۲۷–۱۶۷۷.
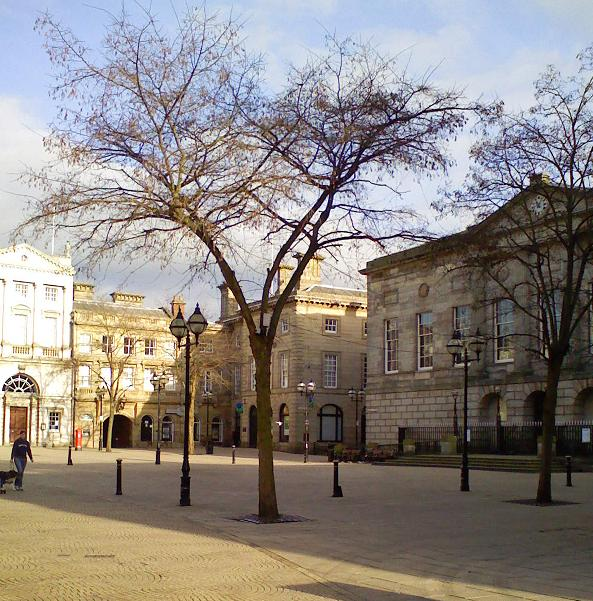
فرمانداری، استافورد
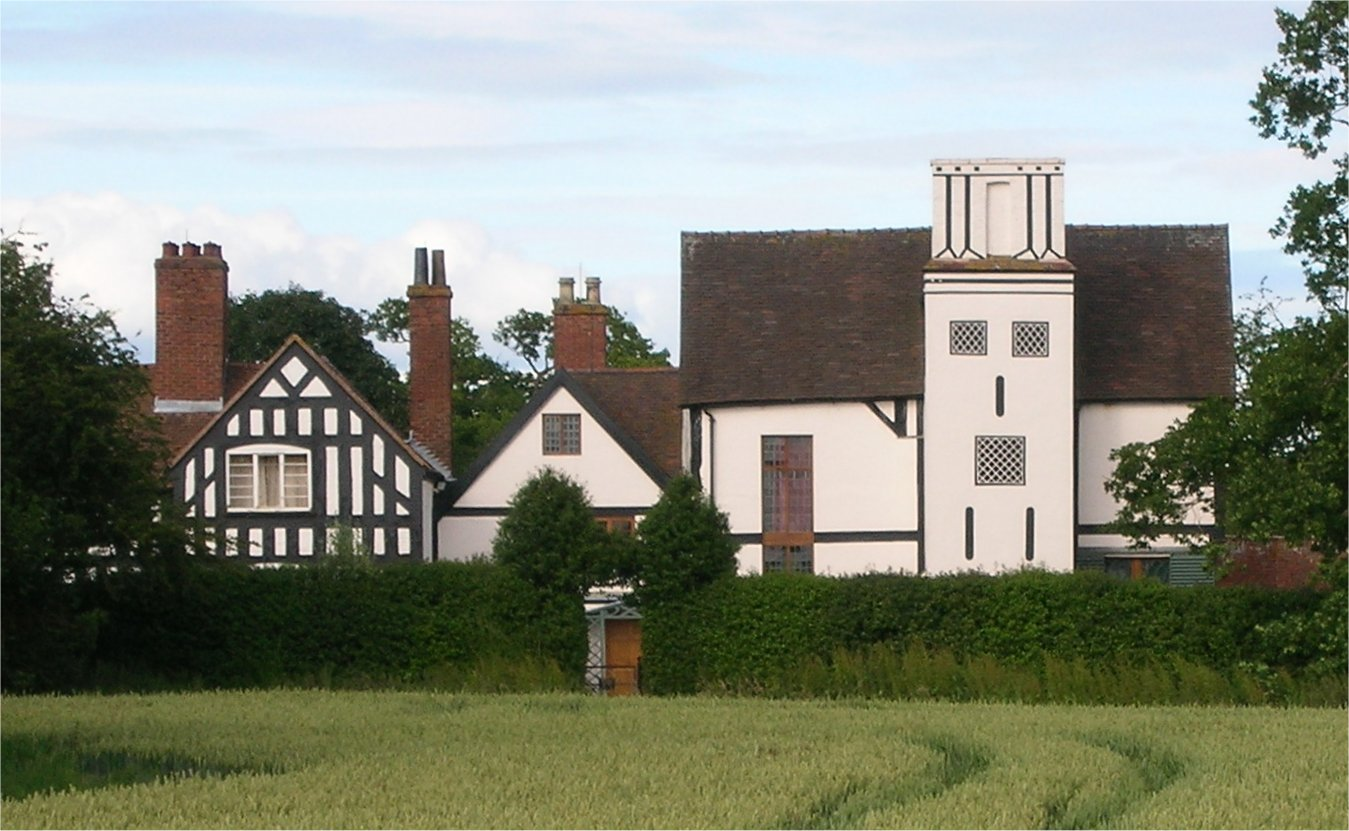
خانه باسکوبل
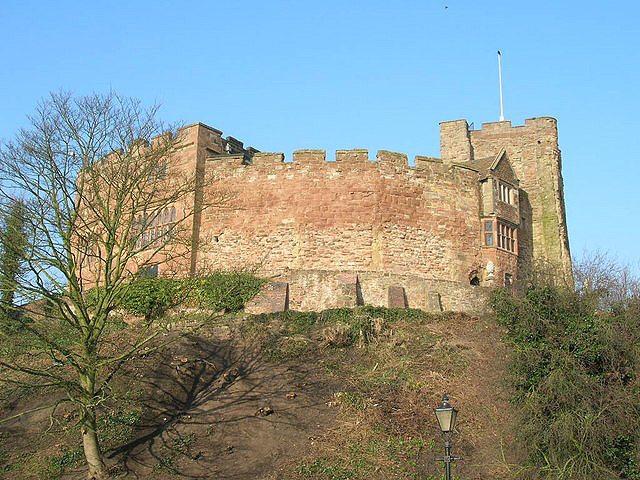
قلعه تاموورث
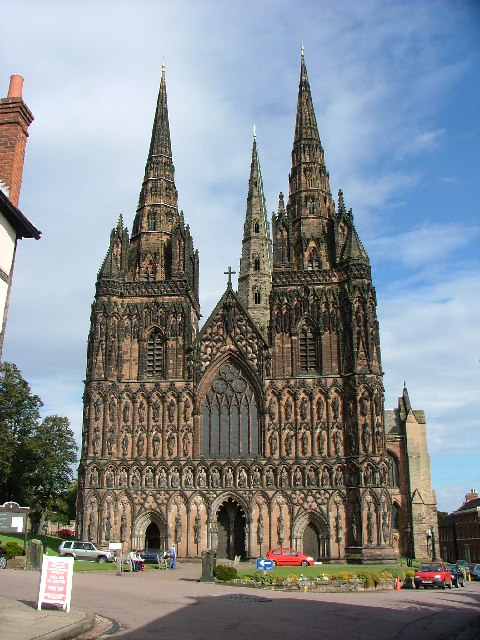
کلیسای جامع لیچفیلد
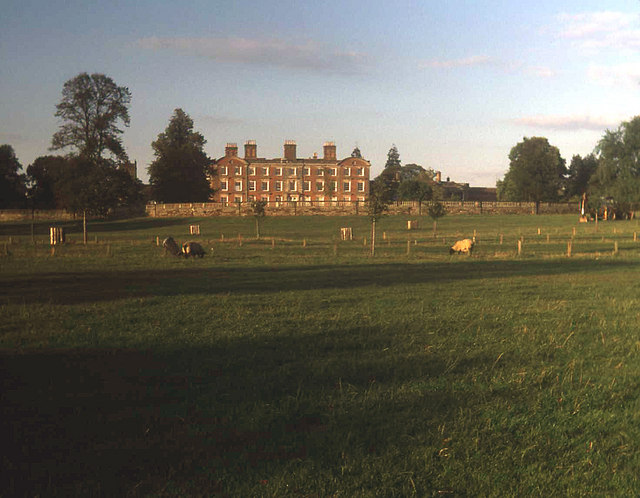
وستون پارک
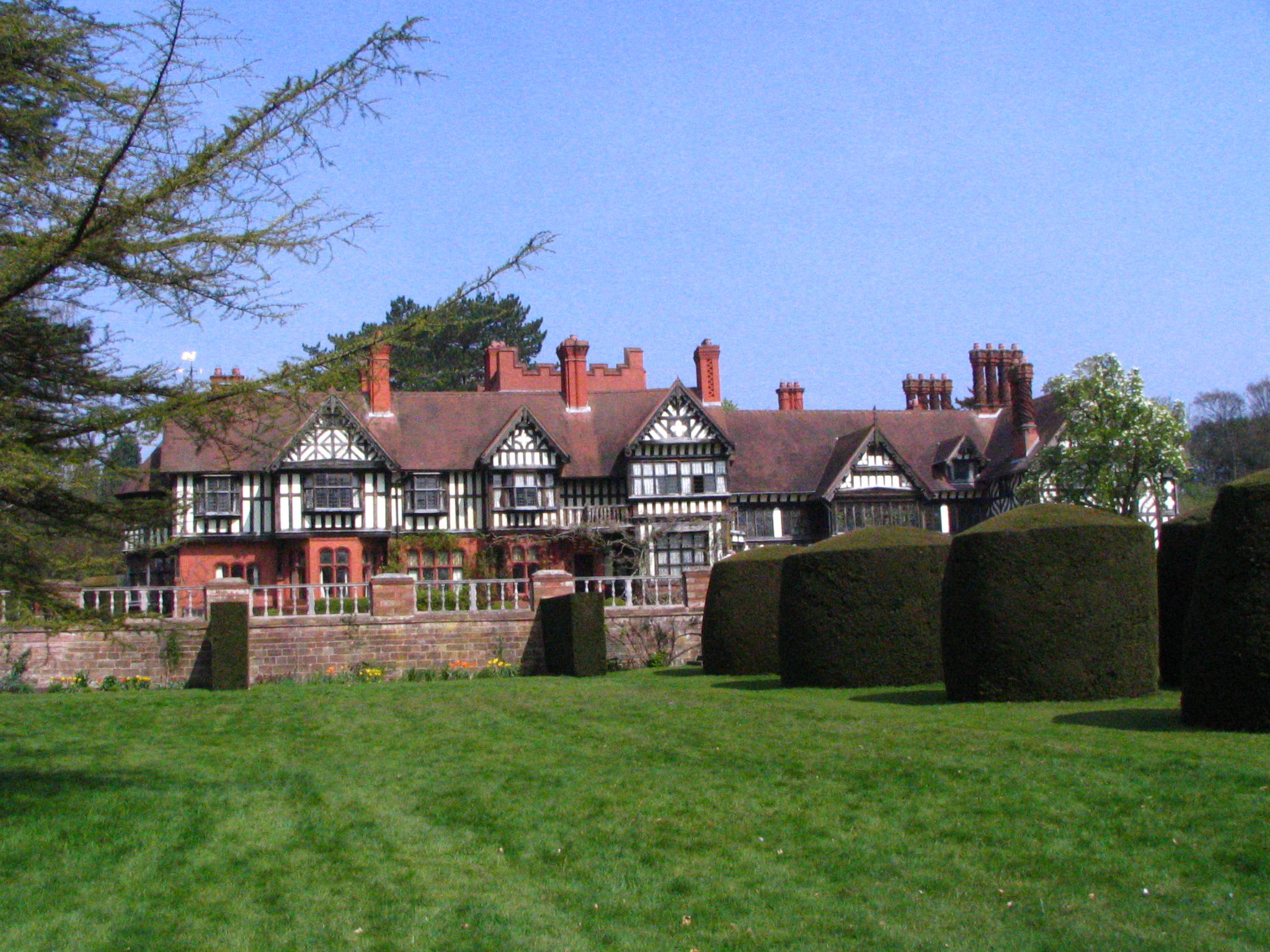
وایتویک مانور
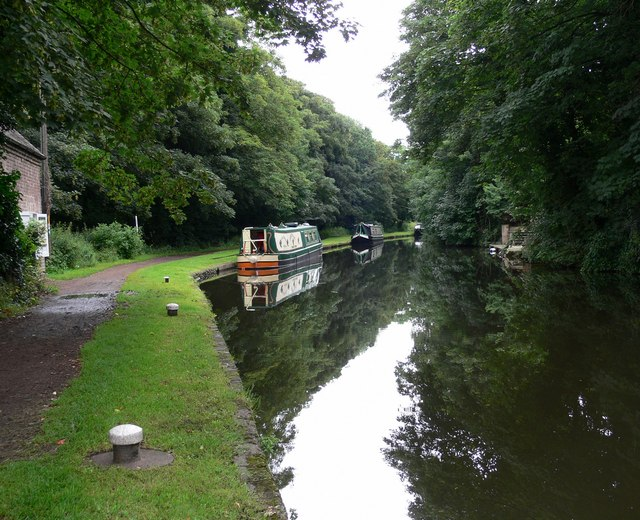
.
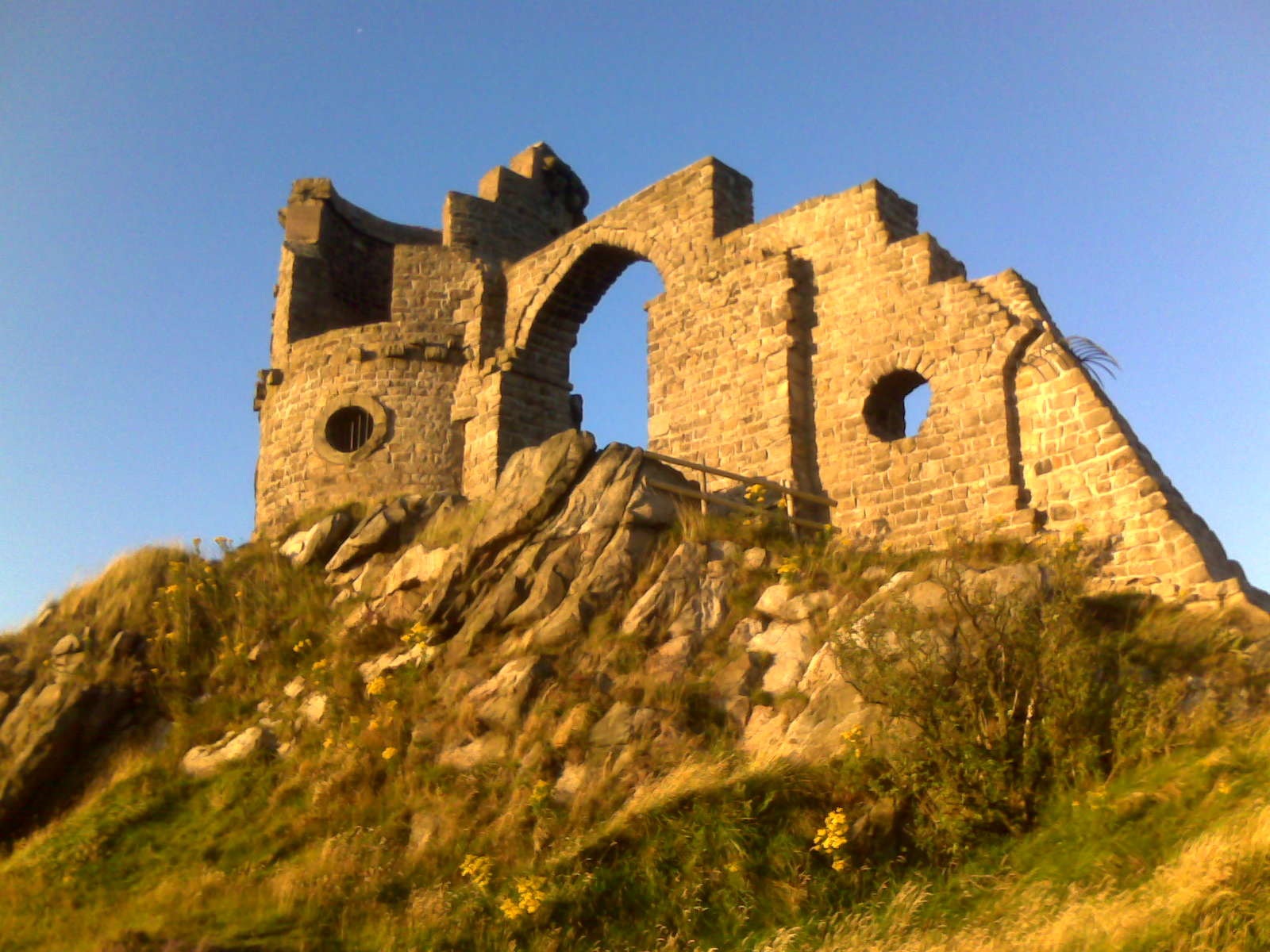